# Daniel Clavero
Clavero  Sebastián est un nom espagnol. Le premier nom de famille, en général paternel, est Clavero ; le second, en général maternel, souvent omis, est Sebastián.
Daniel Clavero Sebastián est un ancien coureur cycliste espagnol né le 9 août 1968 à Madrid. Passé professionnel en 1992, il a terminé à quatre reprises parmi les dix premiers d'un grand tour. Il était bon grimpeur, comme en témoignent ses places parmi les meilleurs à Aramón Cerler ou à la station de Pal (Andorre) sur le Tour d'Espagne 1998, au Plan di Montecampione (Tour d'Italie 1998), ou Oropa (Tour d'Italie 1999).

## Palmarès
- 1989
  - 2e du Tour de la Bidassoa
- 1993
  - 6e étape du Grande Prémio a Capital
- 1995
  - 8e du Tour d'Espagne
- 1996
  - 3e de l'Escalade de Montjuïc
- 1997
  - 5e étape du Grand Prix Jornal de Noticias
  - 2e du Grand Prix Jornal de Noticias
  - 3e de la Bicyclette basque
  - 3e de la Subida al Naranco
  - 3e de l'Escalade de Montjuïc
  - 6e du Tour d'Espagne
- 1998
  - 2e du Tour d'Aragon
  - 3e de la Klasika Primavera
  - 5e du Tour d'Italie
- 1999
  - 9e du Tour d'Italie

## Résultats sur les grands tours

### Tour d'Italie
7 participations
- 1993 : abandon (11e étape)
- 1998 : 5e
- 1999 : 9e
- 2000 : abandon (16e étape)
- 2001 : 26e
- 2002 : non-partant (5e étape)
- 2003 : 43e

### Tour d'Espagne
6 participations
- 1995 : 8e
- 1996 : 14e
- 1997 : 6e
- 1998 : abandon (20e étape)
- 2000 : 68e
- 2001 : 46e